# Schutzmaßnahmen im Integrierten Pflanzenbau
Das Ziel der Schutzmaßnahmen im Integrierten Pflanzenbau ist es, besondere Schutzmaßnahmen für Boden, Wasser und Luft zu treffen. Hierbei sollen alle möglichen biologischen, biotechnischen, pflanzenzüchterischen sowie anbau- und kulturtechnischen Maßnahmen berücksichtigt werden und der Einsatz von chemischen Pflanzenschutzmitteln auf das absolute Minimum beschränkt werden.

## Bodenschutz im IPB
Der Bodenschutz im Integrierten Pflanzenbau beinhaltet Maßnahmen zur Förderung der Bodenfruchtbarkeit, wie eine bodenstrukturfördernde Bodenbearbeitung.
Weitere Maßnahmen zum Bodenschutz sind der Anbau von Zwischenfrüchten, eine vielseitige Fruchtfolge sowie die Anwendung des Mulchsaatverfahrens, das v. a. als Vorsorge gegen Bodenerosionen angewandt werden sollte.

## Schutz von Grund- und Oberflächenwasser im IPB
Zum Schutz von Gewässern sollte besonders bei der Düngung einiges beachtet werden.
Die Düngung sollte sehr genau an den jeweiligen Entzug angepasst werden. Phosphor gefährdet besonders Oberflächengewässer, da es im Boden nur gering gebunden wird, daher sollten bei diesem Dünger die Erosionsschutzmaßnahmen verstärkt beachtet werden. Bei der Stickstoffdüngung ist auf eine gleichmäßige Verteilung auf der Fläche zu achten. Außerdem sollte der Ausbringungszeitpunkt exakt bestimmt werden. Sehr durchlässige Böden sollten vorsorglich in Grünland umgewandelt werden. Eine flächenangepasste Tierhaltung ist ebenfalls eine Möglichkeit den Gewässerschutz zu verbessern.
Um einen möglichst geringen Einsatz von Pflanzenschutzmitteln zu erreichen, sollten resistente Sorten angebaut werden, die Fruchtfolge möglichst vielseitig gestaltet werden und die Schad- und Bekämpfungsschwellen genau eingehalten werden. Bei der Ausbringung sollten Abdrift vermieden werden und nach Möglichkeit Mittel ohne Wasserschutzauflagen genutzt werden.

## Schutz von Luft und Atmosphäre im IPB
In diesem Bereich stehen besondere Vorsichtsmaßnahmen bei der Stickstoffdüngung im Vordergrund. Zur Verringerung der NH3-Abgasung sollte:
- flüssiger Wirtschaftsdünger in geschlossenen Behältern gelagert werden
- der Dünger direkt in den Boden eingebracht werden
- die Düngermenge pro Fläche möglichst gering gehalten werden
- Gülle, vor allem vor der Ausbringung auf Grünland, verdünnt werden
- der Tierbestand an die Flächengröße angepasst werden und
- N-effiziente Fütterungsverfahren genutzt werden.